# マルフジ
株式会社マルフジ（英文社名：Marufuji Co,.Ltd. ）は、東京都福生市に本社を置き、西多摩地域を中心にスーパーマーケット「マルフジ」を運営する企業である。

## 概要

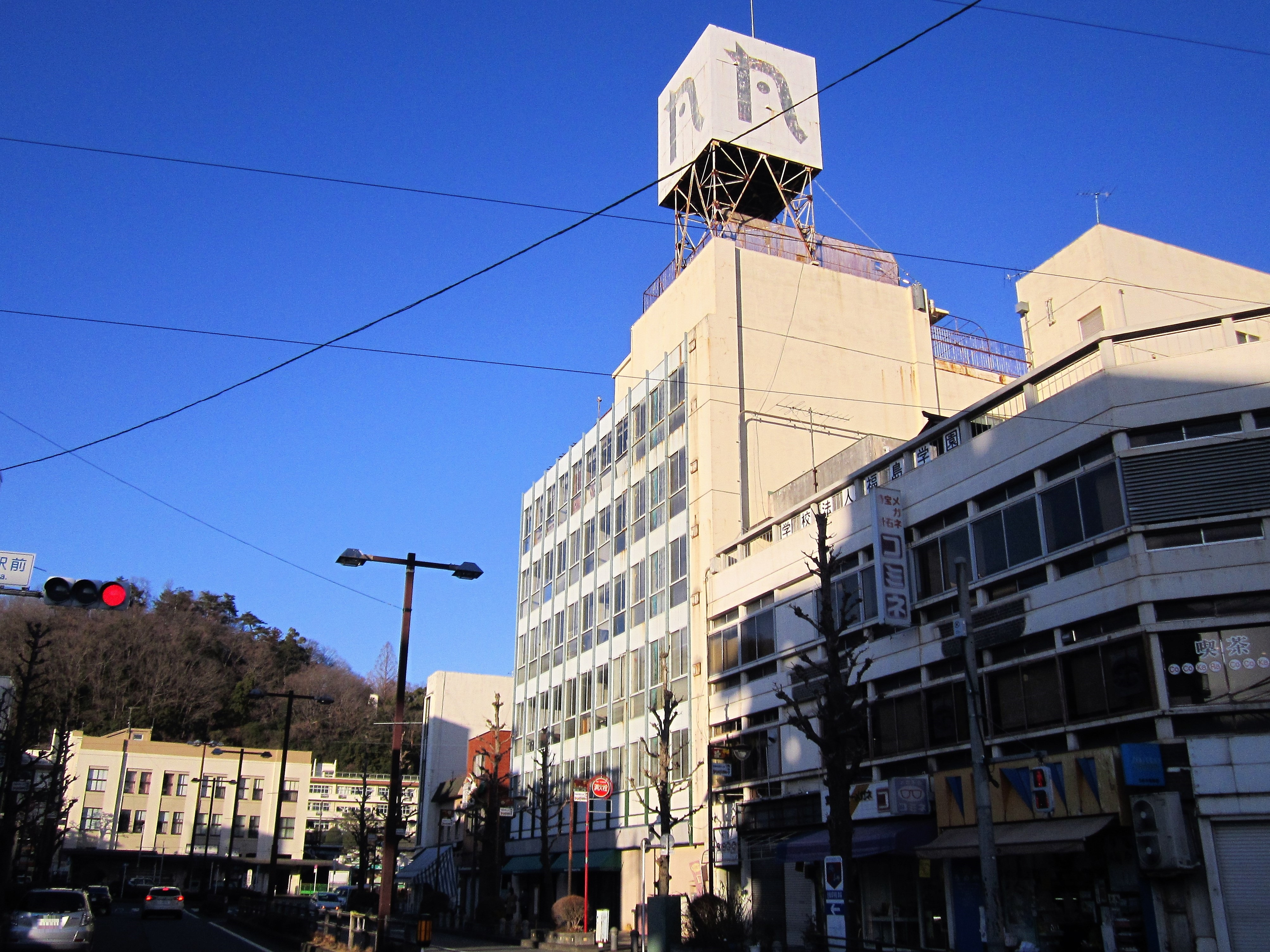
マルフジ青梅店が入居していた長崎屋青梅店
青梅駅前、青梅共栄ビル「青梅共栄ショッピングプラザ」

1907年（明治40年）9月、東京府西多摩郡福生村（現：福生市）にて合資会社桝屋商会を創業。問屋業を営み、米・雑穀などの食品をはじめ、飼料や肥料、石油製品やセメントなどを取り扱っていた。合資会社桝屋商会は戦後の1947年（昭和22年）に株式会社桝屋へ社名変更した。この桝屋がマルフジの母体となる。
1958年（昭和33年）10月、福生駅前に「マルフジフードセンター」1号店を開店。これは西多摩地区では初のスーパーマーケットとなった。
1964年（昭和39年）には、2号店となるマルフジ青梅店を青梅市勝沼に開店、1972年（昭和47年）11月10日の長崎屋青梅店（青梅共栄ビル「青梅共栄ショッピングプラザ」）開業に合わせ、長崎屋の食品売場として青梅店を同ビル1階・地下1階へ移転した。
2001年（平成13年）1月31日、株式会社桝屋よりスーパーマーケット部門を分社化し、株式会社マルフジを設立。2007年（平成19年）には桝屋創業100周年、翌2008年にはスーパー「マルフジ」開店50周年を迎えた。
古くから地域密着型経営を理念としており、マルフジの発行するポイントカードなどは関連企業の一部でも使用できた。西多摩で数多くの関連企業を所有しており、それを総括して「マルフジグループ」とも呼ばれた。2022年に青梅市に本社を置くオザムの子会社となる。これに伴いマルフジはオザムのグループ会社となり、かつてのマルフジグループは「桝屋グループ」へ改称した。

## 沿革
- 1907年 - 合資会社桝屋商会を東京府西多摩郡福生村にて創業[4]。
- 1947年 - 合資会社桝屋商会が株式会社桝屋へ社名変更[4]。
- 1958年 - 株式会社桝屋が株式会社丸藤フードセンターを設立。
  - 10月 - 福生駅前に「マルフジフードセンター」1号店を開店[4]。
- 1965年 - 株式会社桝屋が、株式会社丸藤フードセンターを合併[5]。
- 2001年1月31日 - 株式会社桝屋のスーパーマーケット部門を株式会社マルフジとして再度分社化[1]。
- 2018年 - 株式会社マルフジが大黒流通チェーン（旧法人）の傘下となる[6]。
- 2022年 - 大黒流通チェーンがオザムの完全子会社となった[7]ことにともない、株式会社マルフジはオザムのグループ会社となる。

## 店舗
現行店舗の詳細は、公式サイト「店舗情報」を参照。

### 現行店舗
店名はすべて「マルフジ○○店」。
- 東青梅店 - 1967年12月開店の7号店[4]。現行店舗では最古の店舗
- 東中神店 - 1969年4月開店[4]。
- 羽村店 - 1972年9月に羽村駅前に開店[4]、1991年11月に現在地（羽村市羽東）へ移転[4]。
- 南田園店 - 1974年3月開店（旧：福生団地店）[4]。
- 千ヶ瀬店 - 1977年9月開店[4]。ショッピングセンター「プラザ5」内。
- 福生店 - 1997年2月開店[4]。本社と同一所在地。
- 昭島市役所通り店 - 2005年4月開店[4]。
- 舘谷店 - 2023年12月開店。旧パークショッピングセンター舘谷店の店舗に居抜き出店[8]。

### 過去に存在した店舗
- マルフジフードセンター - 1958年10月開店の1号店、所在地は福生駅前[4]。閉店日不明。
- マルフジ青梅店 - 1964年開店の2号店。青梅市勝沼に開店、1972年11月10日の長崎屋青梅店開店に伴い1階・地下1階へ移転。所在地は青梅駅前の青梅市本町130[4]。2002年2月の長崎屋閉店後も営業を続けていたが、2015年1月7日閉店。
- マルフジ東久留米店（旧）→マルフジ新座店→まるふじ食品館新座店 - 1973年6月開店。所在地は埼玉県新座市石神[4]。2015年3月29日閉店[9]。
- マルフジ東久留米店（新）- 1996年10月開店[4]。所在地は東久留米市幸町[4]。2025年3月30日閉店[10]。
- マルフジ野上店→まるふじ食品館野上店 - 1980年11月開店。所在地は青梅市野上[4]。2018年1月31日閉店[11]。
- マルフジ大和芝中店→まるふじ食品館大和芝中店 - 2012年3月24日開店、2013年7月閉店。所在地は東大和市蔵敷[12]。
- まるふじ食品館小作店 - 2014年4月開店、2018年2月25日閉店。桝屋青果の「新鮮市場小作台店」からの業態転換店舗。所在地は羽村市小作台[13]。
- マルフジ熊川南店 - 1973年12月開店[4]。2023年11月19日閉店。

## 過去の関連企業
- 株式会社桝屋[注釈 1]

### 食料品事業
- 株式会社桝鮮
- 桝屋米穀株式会社

### カルチャー事業
- 株式会社ブックスタマ
  - 書店「ブックスタマ」の運営
- 株式会社MA
- 有限会社富岳サービス
  - 静岡県小山町にある競艇場外発売場「ミニボートピア富士おやま」の運営

### 自動車・エネルギー事業
- 株式会社ホンダ東京西
  - 西多摩と立川市・青梅市・昭島市・武蔵村山市にあるHonda Cars店の運営
- 金桝石油株式会社

### 不動産事業
- 株式会社エムズ
- 株式会社フォーシーズ

### その他
- 藤産業株式会社
- 株式会社フジライフ
- 株式会社桝屋ビジネスサービス
- 株式会社Professional One
- 株式会社DRONE THE ONE